# Thomas Tresham (död 1605)
Thomas Tresham, född 1534, död 11 september 1605, var en katolsk politiker. 
Tresham var verksam vid slutet av huset Tudors regeringstid och början av huset Stuarts regeringstid i England. Vid 15 års ålder fick Tresham ärva flera större fastigheter från sin farfar, Thomas Tresham (död 1559). Tresham ansågs vara en klyftig och välutbildad man och han rörde sig gärna i socitetskretsarna. Han var bekant med William Cecil, 1:e baron Burghley och Christopher Hatton.
Tresham gifte sig med Muriel, dotter till sir Robert Throckmorton och Elizabeth Hussey, 1566. De fick tillsammans elva barn varav ett var Francis, som var delaktig i krutkonspirationen.
Tresham adlades vid Kenilworth 1575. Dock gjorde hans katolska tro att han ofta bötfälldes (detta då katolicismen inte var en uppskattad religionstro i England under denna tid). Mellan 1581 och 1605 betalade Tresham böter på en totalsumma precis under £8 000 och för att komma bort från dessa skulder började han låna pengar. Eftersom detta enbart är en kortsiktig lösning fick Tresham dras med skulder under resten av sitt liv. 
Under sin livstid hade Tresham ägt tre fastigheter av historiskt värde: Rushton Triangular Lodge, Lyveden New Bield och ett marknadshus i Rothwell, Northamptonshire. Vid sin död efterlämnade han skulder till sina barn på £11 500.